# Melody Chan
Pour les articles homonymes, voir Chan.
Melody Tung Chan est une mathématicienne et violoniste américaine qui travaille comme professeure associée de mathématiques à l'université Brown. Elle est lauréate du prix Alice T. Schafer et du Prix de recherche AWM–Microsoft en algèbre et théorie des nombres. Ses recherches portent sur l'algèbre commutative combinatoire (en), la théorie des graphes et les mathématiques tropicales.

## Formation et carrière
Chan a été inspirée pour devenir violoniste en tant qu'enfant d'âge préscolaire, en voyant Yo-Yo Ma sur Sesame Street. En tant qu'étudiante de première année à la Scarsdale High School (en) à Scarsdale, New York, elle est devenue la plus jeune lauréate de la première place du Concours des jeunes artistes de 1997 de l'orchestre de chambre du Sarah Lawrence College. Elle a étudié le violon à la Juilliard School avec Itzhak Perlman et Dorothy DeLay de 2000 à 2001. En 2002, elle a joué un concerto de Vivaldi pour quatre violons aux côtés de Perlman dans une performance au Lincoln Center for the Performing Arts qui a été diffusée sur PBS .
Elle s'est ensuite spécialisée en informatique et en mathématiques à l'Université de Yale. À Yale, elle a joué du violon dans l'Orchestre symphonique de Yale . Elle a remporté une bourse Barry M. Goldwater (en) et le prix Hart Lyman de l'université pour le meilleur étudiant junior, et est devenue vice-présidente de la section locale de Phi Beta Kappa . Elle est diplômée summa cum laude de Yale en 2005.
Après avoir étudié pour le Mathematical Tripos à l'université de Cambridge de 2005 à 2006, Chan a travaillé avec Paul Seymour à l'université de Princeton, y obtenant une maîtrise en 2008. Elle a terminé son doctorat en 2012 à l'université de Californie à Berkeley. Sa thèse, intitulée Tropical curves and metric graphs, a été dirigée par Bernd Sturmfels.
Chan est devenue chercheuse postdoctorale à l'université Harvard de 2012 à 2015, puis a rejoint Brown en tant que professeure adjointe Manning en 2015.

## Prix et distinctions
En tant qu'étudiante de premier cycle à Yale, Chan a remporté le prix Alice T. Schafer 2005 pour ses recherches de premier cycle, qui ont abouti à trois articles publiés sur la distinction de colorations (en) des graphes de Cayley. 
Chan a reçu une bourse de recherche Sloan en 2018. Elle est la lauréate 2020 du prix de recherche AWM–Microsoft en algèbre et théorie des nombres, « en reconnaissance des progrès de Chan à l'interface entre la géométrie algébrique et la combinatoire », y compris « un résultat stupéfiant » sur la cohomologie des espaces de modules, « un travail fondamental sur les modules des graphes métriques et des courbes tropicales », et « de beaux nouveaux résultats sur le nombre de tours attendu dans un tableau de Young aléatoire ».
Elle a été nommée Fellow de l'American Mathematical Society, dans la promotion 2022, « pour ses contributions à la recherche à l'interface de la géométrie algébrique et de la combinatoire, et au mentorat et à l'exposition mathématique ».